# Női 2000 méteres akadályfutás a 2015. évi nyári európai ifjúsági olimpiai fesztiválon
A 2015. évi nyári európai ifjúsági olimpiai fesztiválon az atlétikai versenyszámokat Tbilisziben rendezték. A női 2000 méteres akadályfutást július 27.-én rendezték. 

## Rekordok
A versenyt megelőzően a következő rekordok voltak érvényben:
| Ifjúsági világrekord | Korahubsh Itaa (Etiópia)    | 6:11.83 |
| EYOF rekord          | Dana Elena Loghin (Románia) | 6:40.93 |

## Döntő
| H     | Név                   | Nemzet           | E       | Mj  |
| ----- | --------------------- | ---------------- | ------- | --- |
| Arany | Jasmijn Bakker        | Hollandia        | 6:48.80 |     |
| Ezüst | Anastasiia Makhrova   | Oroszország      | 6:50.39 |     |
| Bronz | Pavuk Tira            | Magyarország     | 6:52.59 | PB  |
| 4     | Mehtap Altun          | Törökország      | 7:02.52 |     |
| 5     | Valentyna Kuzoma      | Ukrajna          | 7:02.67 | PB  |
| 6     | Iulia Dragoi          | Románia          | 7:10.36 |     |
| 7     | Aino Kuljukka         | Finnország       | 7:16.37 |     |
| 8     | Katharina Pesendorfer | Ausztria         | 7:17.49 |     |
| 9     | Ellada Alaverdyan     | Örményország     | 7:17.70 |     |
| 10    | Hanna Paferava        | Fehéroroszország | 7:18.31 |     |
| 11    | Aline Delbaen         | Belgium          | 7:20.37 |     |
| 12    | Lora Ontl             | Horvátország     | 7:20.40 |     |
| -     | Karin Gosek           | Szlovénia        | -       | DNF |
| -     | Jenipher Contois      | Franciaország    | -       | DQ  |